# Bürgermeisterei Burg
Die Bürgermeisterei Burg war im 19. Jahrhundert eine Bürgermeisterei bis 1820 im Kreis Solingen anschließend bis 1929 im Kreis Lennep  der preußischen Rheinprovinz. Sie ging aus dem mittelalterlichen bergischen Amt Solingen hervor, dass 1806 unter den Franzosen aufgelöst wurde und in eigenständige Kantone und Mairies unterteilt wurde. Unter Preußen wurde die Mairie Burg in die Bürgermeisterei Burg umgewandelt und erhielt als Burg an der Wupper das Stadtrecht. 1975 wurde das Stadtgebiet in die Stadt Solingen eingemeindet und bildet nun einen Teil des Stadtbezirks Burg/Höhscheid.

## Hintergrund und Geschichte

Die Grenzen von 1808–1888 der sieben ehemaligen Städte auf dem Gebiet der heutigen Stadt Solingen; die Bürgermeisterei Burg im südöstlichen Bereich

Das Herzogtum Berg gehörte zuletzt aufgrund von Erbfällen zum Besitz Königs Maximilian I. Joseph von Bayern. Am 15. März 1806 trat er das Herzogtum an Napoleon Bonaparte im Tausch gegen das Fürstentum Ansbach ab. Dieser übereignete das Herzogtum an seinen Schwager Joachim Murat, der es am 24. April 1806 zusammen mit dem (verbliebenen) rechtsrheinischen Teil des Herzogtums Kleve und den Grafschaften Mark, Dortmund, Limburg, dem Fürstentum Münster und weiteren Territorien zu dem Großherzogtum Berg vereinte.
Bald nach der Übernahme begann die französische Verwaltung im Großherzogtum neue und moderne Verwaltungsstrukturen nach französischem Vorbild einzuführen. Bis zum 3. August 1806 ersetzte und vereinheitlichte diese Kommunalreform die alten bergischen Ämter und Herrschaften. Sie sah die Schaffung von Départements, Arrondissements, Kantone und Munizipalitäten (ab Ende 1808 Mairies genannt) vor und brach mit den alten Adelsvorrechten in der Kommunalverwaltung. Am 14. November 1808 war dieser Prozess nach einer Neuordnung der ersten Strukturierung von 1806 abgeschlossen, die altbergischen Honschaften blieben dabei häufig erhalten und wurden als Landgemeinden den jeweiligen Mairies eines Kantons zugeordnet.
Am 25. Oktober 1808 hatte Burg beantragt, dass die hochverschuldete Freiheit in der Hoffnung auf Wirtschaftsbelebung und geringere Verwaltungskosten eine eigene Mairie bildet, statt der Mairie Wermelskirchen zugeschlagen zu werden.:211 Der Antrag war in der Verwaltung umstritten. Gestützt auf ein positives Gutachten des Solinger Amtsverwalters Krey entschied der Innenminister Karl Josef von Nesselrode-Reichenstein am 19. Dezember 1808, dass Burg Mairie wurde, obwohl es mit 1.245 Einwohnern die vorgeschriebene Mindestzahl von 1.500 Einwohnern unterschritt.:214f. So wurde die Freiheit Burg als eigene Mairie Teil des Kantons Wermelskirchen  im Arrondissement Elberfeld.
Der Mairie Burg gehörte neben der alten Herzogsresidenz Schloss Burg deren Burgmannensiedlung mit der Freiheit Burg sowie mehrere Wohnplätze der Umgebung an.
1813 zogen die Franzosen nach der Niederlage in der Völkerschlacht bei Leipzig aus dem Großherzogtum ab und es fiel ab Ende 1813 unter die provisorische Verwaltung durch Preußen im Generalgouvernement Berg, die es 1815 durch die Beschlüsse des Wiener Kongreß endgültig zugesprochen bekamen. Mit Bildung der preußischen Provinz Jülich-Kleve-Berg 1816 wurden die vorhandenen Verwaltungsstrukturen im Großen und Ganzen zunächst beibehalten und unter Beibehaltung der französischen Grenzziehungen in preußische Landkreise, Bürgermeistereien und Gemeinden umgewandelt, die häufig bis in das 20. Jahrhundert Bestand hatten. Burg mit seinen 1.401 Einwohner war dabei erst einmal eine Ausnahme von der Regel. Aus dem Kanton Solingen war der Landkreis Solingen geworden, dem aus dem vormaligen Kanton Wermelskirchen die Mairie Burg zugeordnet wurde.
Am 30. Oktober 1819 wurde mit der Zuordnung der Bürgermeisterei Burg zum Landkreis Lennep, in dem der Kanton Wermelskirchen 1816 aufgegangen war, die Trennung von Wermelskirchen wieder zurückgenommen.
Laut der Statistik und Topographie des Regierungsbezirks Düsseldorf besaß die Bürgermeisterei 1832 eine Einwohnerzahl von 1.521, die sich in 526 katholische und 995 evangelische Gemeindemitglieder aufteilten. Die Wohnplätze der Bürgermeisterei umfassten zusammen zwei Kirchen, sieben öffentliche Gebäude, 220 Wohnhäuser, 15 Fabriken und Mühlen und 96 landwirtschaftliche Gebäude. Zu den Wohnplätzen der Bürgermeisterei gehörten laut der Statistik (zeitgenössische Schreibweise): Burg, Burgerhöh, Neuenhoff, Angerscheid, Kellershammer, Sensenfabrik, Luhnshammer, Neuenhammer, Schwarzwagerkotten und Wiesenkotten.
Am 18. August 1856 erhielt Burg aufgrund der in jenem Jahr in Kraft getretenen neuen Rheinischen Städteordnung das Stadtrecht und wurde in Burg an der Wupper umbenannt.
Das Gemeindelexikon für die Provinz Rheinland von 1888 gibt für die Stadt (und zugleich Bürgermeisterei) Burg an der Wupper eine Einwohnerzahl von 1.418 an (875 evangelischen, 540 katholischen und drei sonstig christlichen), die in einem Wohnplatz mit zusammen 219 Wohnhäuser und 344 Haushaltungen lebten. Die Fläche der Stadt und Bürgermeisterei (399 ha) unterteilte sich in 109 ha Ackerland, 24 ha Wiesen und 200 ha Wald.
Als der Kreis Lennep aufgrund des Gesetzes über die kommunale Neugliederung des rheinisch-westfälischen Industriegebietes am 1. August 1929 aufgelöst wurde, gelangte die Stadt Burg an der Wupper in den gleichzeitig neu gegründeten Rhein-Wupper-Kreis. Dort verblieb sie bis 1975 und wurde anschließend aufgrund §20 des Gesetzes zur Neugliederung der Gemeinden und Kreise des Neugliederungsraumes Mönchengladbach/Düsseldorf/Wuppertal (Düsseldorf-Gesetz) zusammen mit Randbereichen von Wermelskirchen und Witzhelden in die Stadt Solingen eingemeindet.